# Jupiterpijler van Derlon
De Jupiterpijler van Derlon is een monumentaal gedenkteken ter ere van de Romeinse god Jupiter uit de 2e eeuw na Chr., dat nog ten dele bestaat in de Nederlandse stad Maastricht. Het oorspronkelijk ruim 9 m hoge monument bestond uit een aan alle kanten gebeeldhouwde, vierkante pijler, bekroond door een standbeeld van Jupiter met een adelaar. Van het monument zijn in 1865, 1910 en 1983 diverse brokstukken teruggevonden, die thans voor een deel te zien zijn in Museumkelder Derlon. Hoewel in Maastricht relatief veel Romeins beeldhouwwerk bewaard is gebleven, waaronder ook diverse fragmenten van Jupiterzuilen en godenpijlers, wordt de pijler van Derlon omschreven als een werk "van ongeëvenaarde schoonheid".

## Historisch overzicht

### Opgraving Boschpoort
In 1865 werd bij werkzaamheden aan de kade nabij het Biesenbastion in het noordelijk stadsdeel een ongeveer 90 cm brede, gebeeldhouwde steen aangetroffen met daarop een afbeelding in reliëf van een menselijke figuur. De steen is in de 16e eeuw secundair verwerkt in de Maaskade en is door de plaatsing in het water sterk geërodeerd. Hoewel er in die tijd nog weinig over Romeins beeldhouwwerk in Maastricht bekend was, werd de steen als waardevol herkend en in 1884 opgenomen in de collectie van het toen geopende Historisch Museum van het Limburgs Geschied- en Oudheidkundig Genootschap (LGOG; later Bonnefantenmuseum, vanaf 1999 in depot bij de gemeente Maastricht). Aanvankelijk werd de afgebeelde figuur geïnterpreteerd als Venus. Later kon worden aangetoond dat dit Bacchus moest zijn en dat de steen op grond van steensoort en stijlkenmerken onderdeel van de Jupiterpijler van Derlon moet zijn geweest.

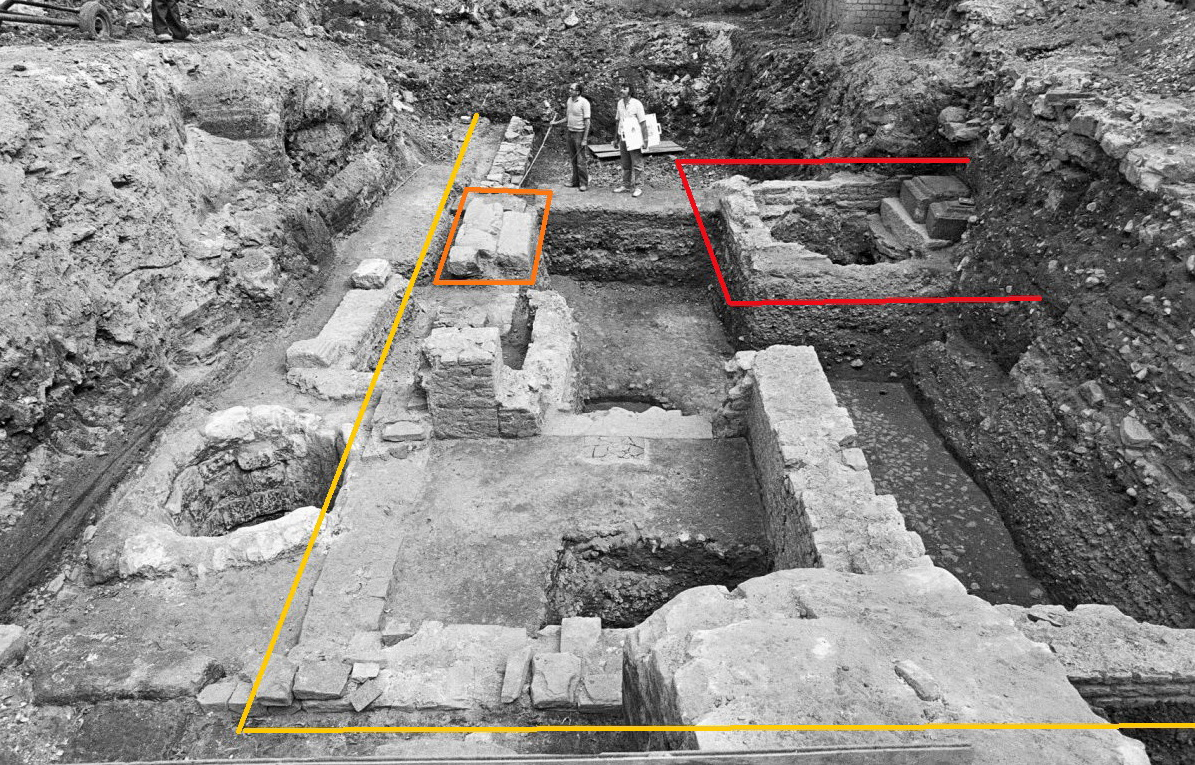
De Derlon-opgravingssite in 1983. De okerlijn geeft de noordwestbegrenzing van het heiligdom aan. Binnen de oranje omlijning ligt de toegangspoort. Binnen het roodomrande perk ligt het gebroken voetstuk van de pijler

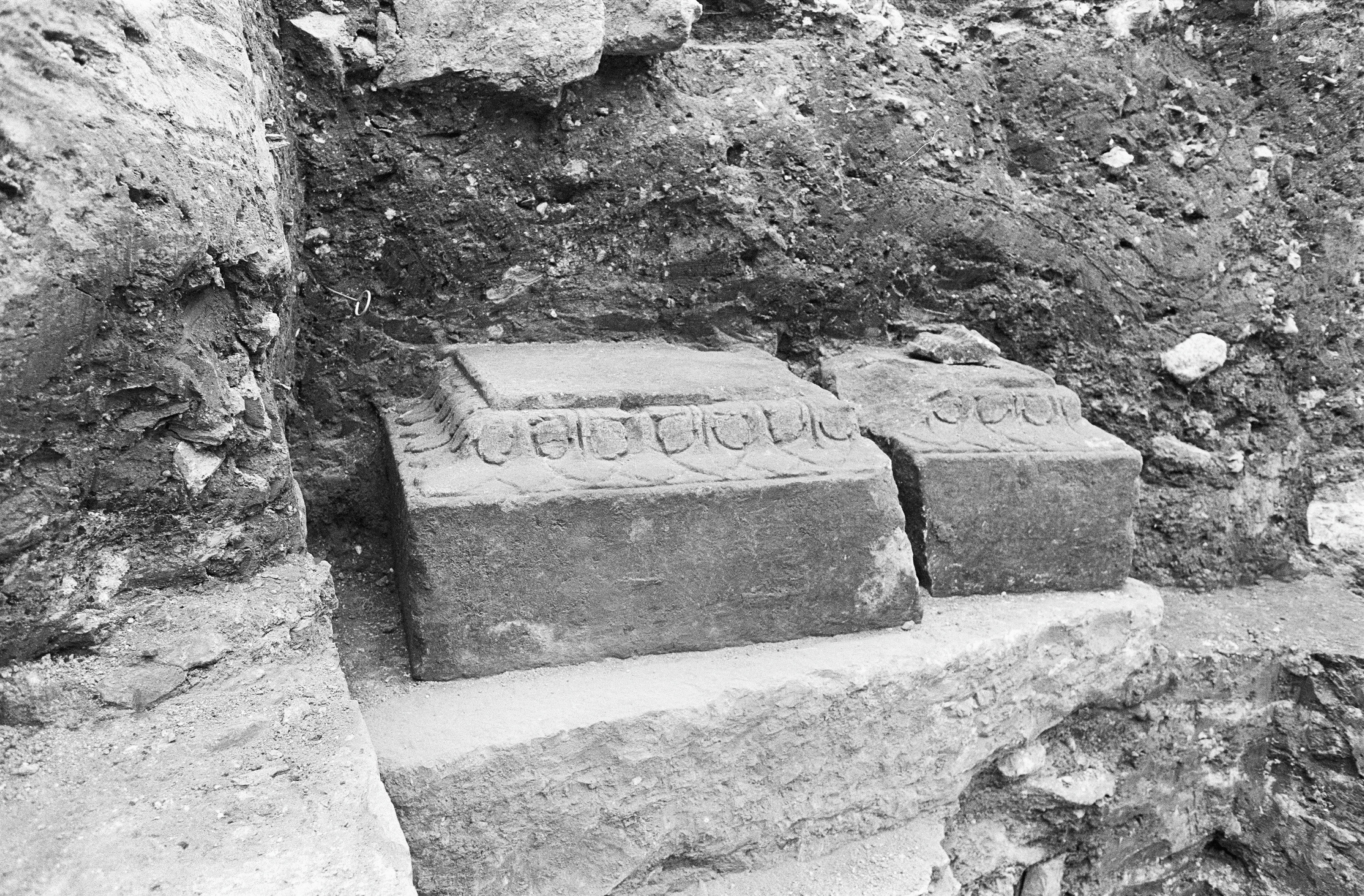
Het in tweeën gebroken voorste deel van de sokkel op de funderingsplaat, sept. 1983

### Opgraving pandhof Onze-Lieve-Vrouwe (1)
Een tweede fragment van de pijler is afkomstig uit de pandhof van de Onze-Lieve-Vrouwebasiliek. Het werd in 1910 opgegraven bij het herstel van de fundering van de noordelijke kruisgang. De steen is in 1914 voor het eerst beschreven en herkend als een afbeelding van Hercules door de betrokken restauratiearchitect Willem Sprenger. In 1916 komt de steen voor op de inventarislijst van het "museum van de Onze-Lieve-Vrouwekerk" (de huidige Schatkamer), maar later bevindt deze zich in de collectie van het eerder genoemde LGOG-museum.

### Opgraving Derlon
In 1983 vond op de hoek van de Plankstraat en het Onze Lieve Vrouweplein sloop plaats van het 19e-eeuwse Hotel Derlon en de daarnaast gelegen pastorie van de Onze-Lieve-Vrouwebasiliek. Voorafgaand aan de nieuwbouw vond onder leiding van stadsarcheoloog Titus Panhuysen archeologisch onderzoek plaats op deze cruciale locatie in het hart van de Romeinse nederzetting. Naast de koorfundamenten van de middeleeuwse Sint-Nicolaaskerk, muurrestanten en een poort van het laat-Romeins castellum en een keienstraatje dat mogelijk uit de voor-Romeinse tijd stamt, werd hier een heiligdom uit de 2e eeuw aangetroffen, waarvan een forse godenpijler het middelpunt bleek. De in tweeën gebroken voorste helft van het voetstuk van dit monument lag nog op de oorspronkelijke funderingsplaat. Deze is waarschijnlijk gebroken bij een poging de steen van zijn plaats te lichten. Andere delen van de pijler werden in situ aangetroffen in een dikke laag calciumoxide (ongebluste kalk). Het ziet er naar uit dat grote delen van het kalkstenen monument zijn verbrand om deze grondstof te verkrijgen, die gebruikt werd als metselkalk. Mogelijk gebeurde dat al omstreeks 333 bij de bouw van het castellum, waarbij ook stenen als spolia werden hergebruikt. Waarschijnlijk lagen de Jupiterpijler en de andere godenmonumenten toen al meer dan een halve eeuw in puin, na de verwoestende invallen van de Franken omstreeks 270, hoewel sommige stukken muur van het heiligdom in de 4e eeuw zijn geïncorporeerd in nieuwe gebouwen.

### Opgraving pandhof Onze-Lieve-Vrouwe (2)
In 1996 vond in de pandhof van de Onze-Lieve-Vrouwebasiliek een aanvullende opgraving plaats, aan de hand waarvan de complete plattegrond van het ommuurde heiligdom kon worden vastgesteld. Er werden geen verdere fragmenten van de Jupiterpijler gevonden, noch werd de tempel aangetroffen, waarvan men thans verwacht dat deze zich onder de kerk zelf bevindt.

### Conservering van de Derlonsite
Om de restanten van het Romeinse heiligdom ter plekke te conserveren en toegankelijk te maken, moest de nieuwbouw van het hotel drastisch worden aangepast. In 1987 werd de opgraving geconserveerd en vervolgens geïntegreerd in het aangepaste bouwplan. De opening van Museumkelder Derlon vond plaats op 26 maart 1988. In 2003 werd de opgraving Derlon aangewezen als rijksmonument.

## Beschrijving

### Het heiligdom
De Jupiterpijler van Derlon stond centraal opgesteld binnen een ommuurd heiligdom (temenos), dat rond het midden van de 2e eeuw was aangelegd aan de zuidzijde van de grote weg van Tongeren naar Keulen (de Via Belgica). De afmetingen bedroegen 17 x 25 m. In de onmiddellijke nabijheid lagen de Maasbrug en het thermencomplex. Waarschijnlijk vormde het ommuurde heiligdom een temenos, dat als voorhof voor een tempelcomplex functioneerde. Mogelijk bevinden resten van die tempel zich onder de Onze-Lieve-Vrouwebasiliek, waar nooit opgravingen hebben plaatsgevonden.

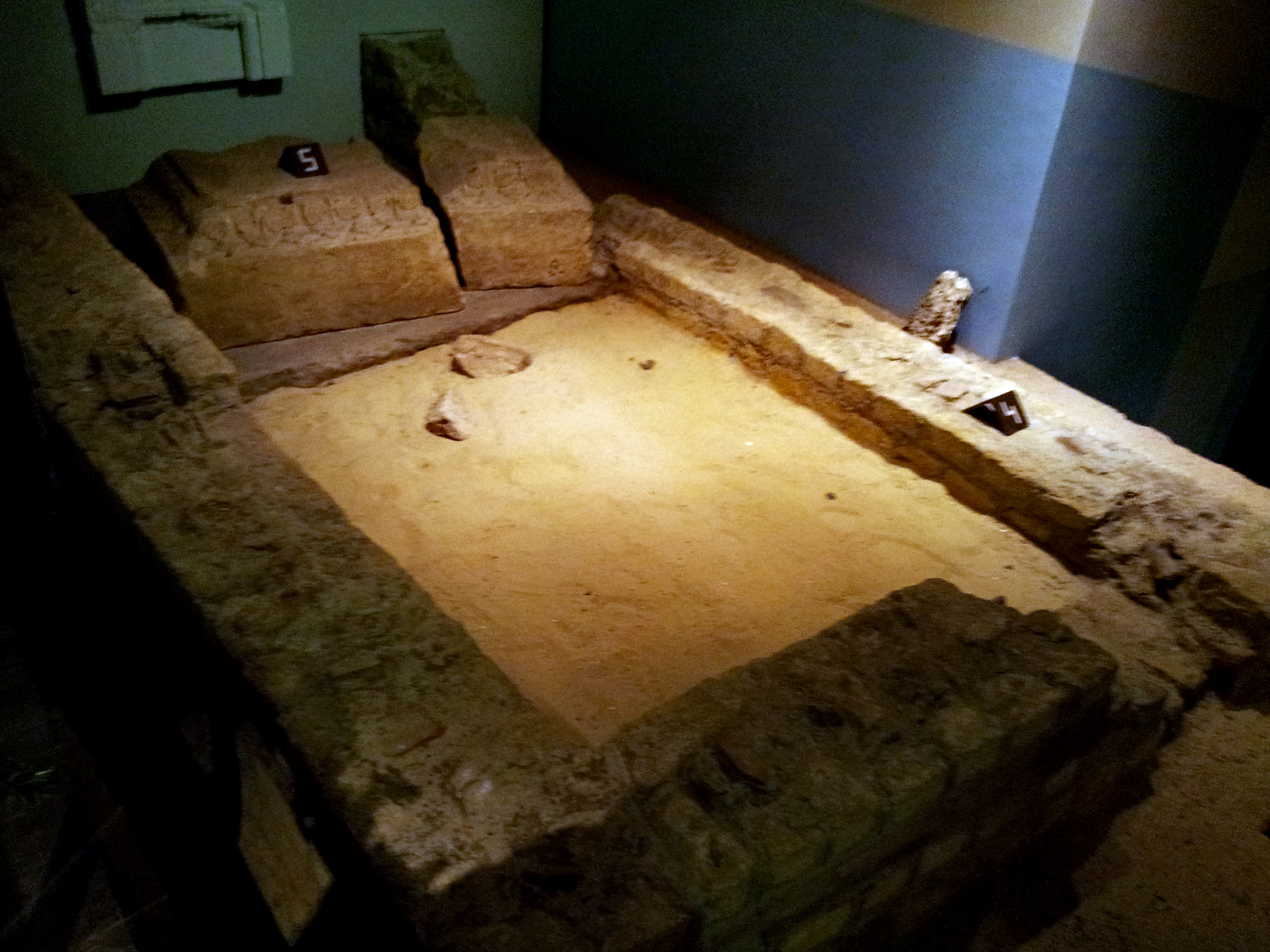
Perkje (maceria) met cementvloer en sokkel in Museumkelder Derlon

De muren van het heiligdom waren van breuksteen uit het Maasgebied en 50-60 cm dik. Het ommuurde plein kon vanaf de hoofdstraat worden betreden via een monumentale poort, waarvan twee drempelstenen van zwarte kalksteen en twee boogstukken van witte kalksteen zijn teruggevonden. Die laatste zijn aan twee zijden versierd: aan de ene zijde met eikenloof, aan de andere zijde met druivenranken. Uit de brokstukken kan worden afgeleid dat de archivolt waarvan ze deel uitmaakten aansloot op verticale pylonen. Deze waren eveneens gebeeldhouwd: aan de ene zijde is een adelaar en een deel van een fronton te herkennen, aan de andere kant een vaas. Uitgaande van een centrale positionering van de poort, was het heiligdom 17,5 m breed. De lengte is niet bekend aangezien de zuidelijke begrenzing buiten het opgravingsgebied lag. Het plein was bedekt met een dikke laag roze cement (opus signinum).
Binnen het heiligdom was een omheind perkje (maceria) afgebakend, waarbinnen de Jupiterpijler was opgesteld. Het perk bood ruimte aan meerdere monumenten, waarschijnlijk ook aan één of meerdere Jupiterzuilen. Diverse gebeeldhouwde stenen die in de omgeving zijn aangetroffen lijken afkomstig van een dergelijke zuil, onder andere enkele delen van zuilschachten (zowel glad als geschubd), delen van een viergodensteen (die als sokkel fungeerde) en een stuk van een been van een ruiter (van de ruitergroep boven op de zuil). Een wijsteen behorend bij een Parcenaltaar stond waarschijnlijk eveneens binnen het heiligdom opgesteld.

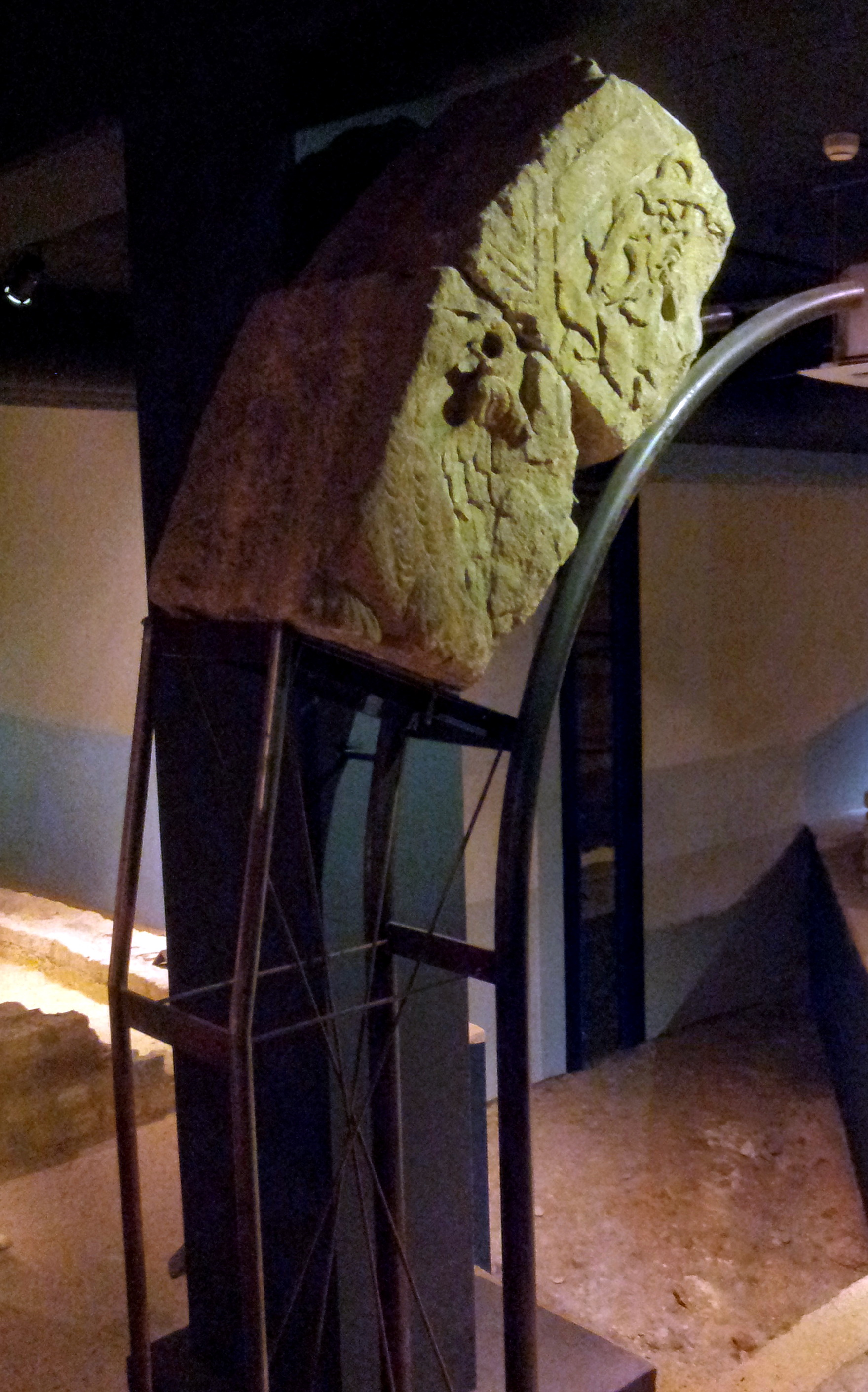
Boogfragmenten van de toegangspoort
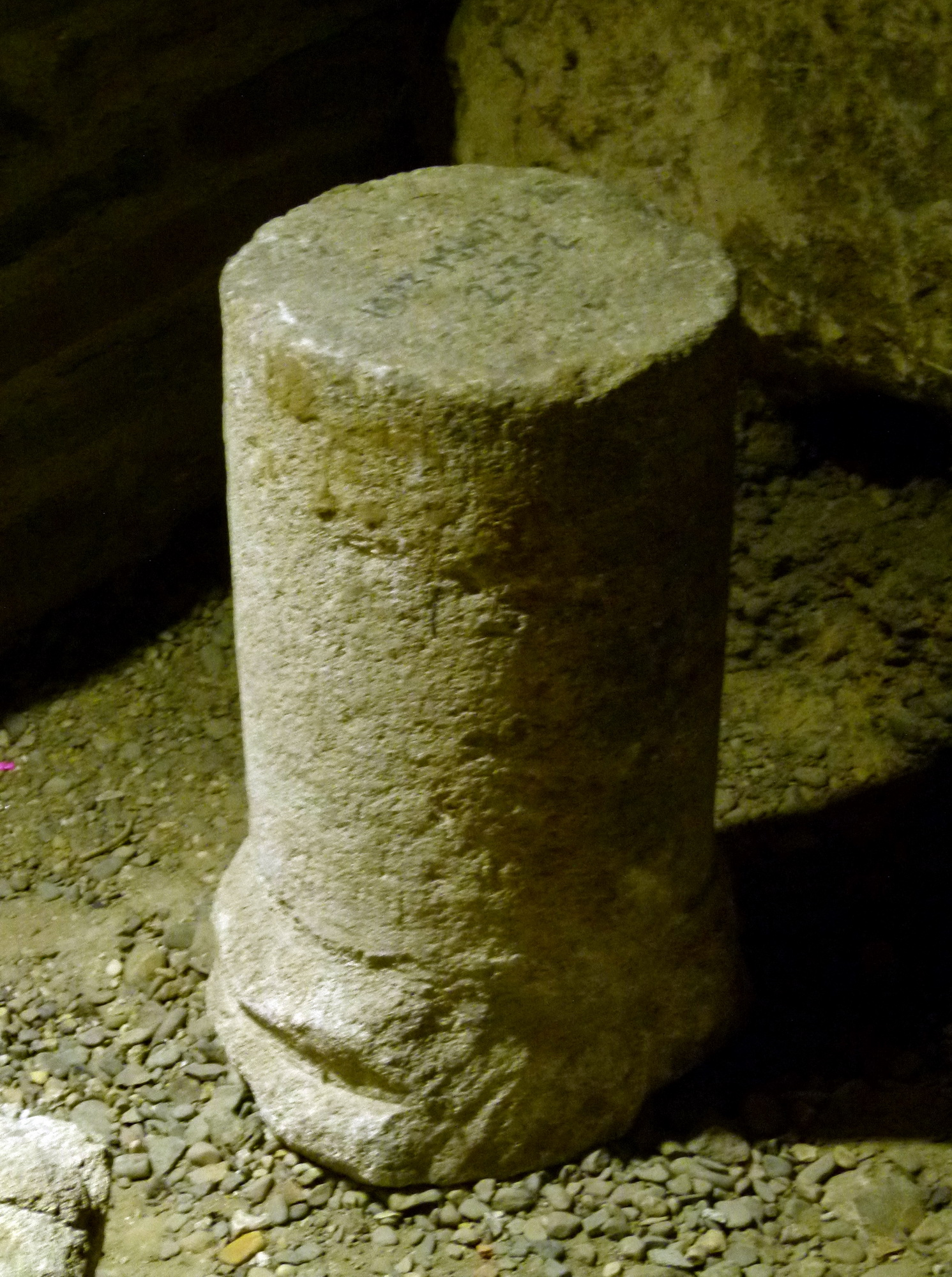
Fragment van een Jupiterzuil
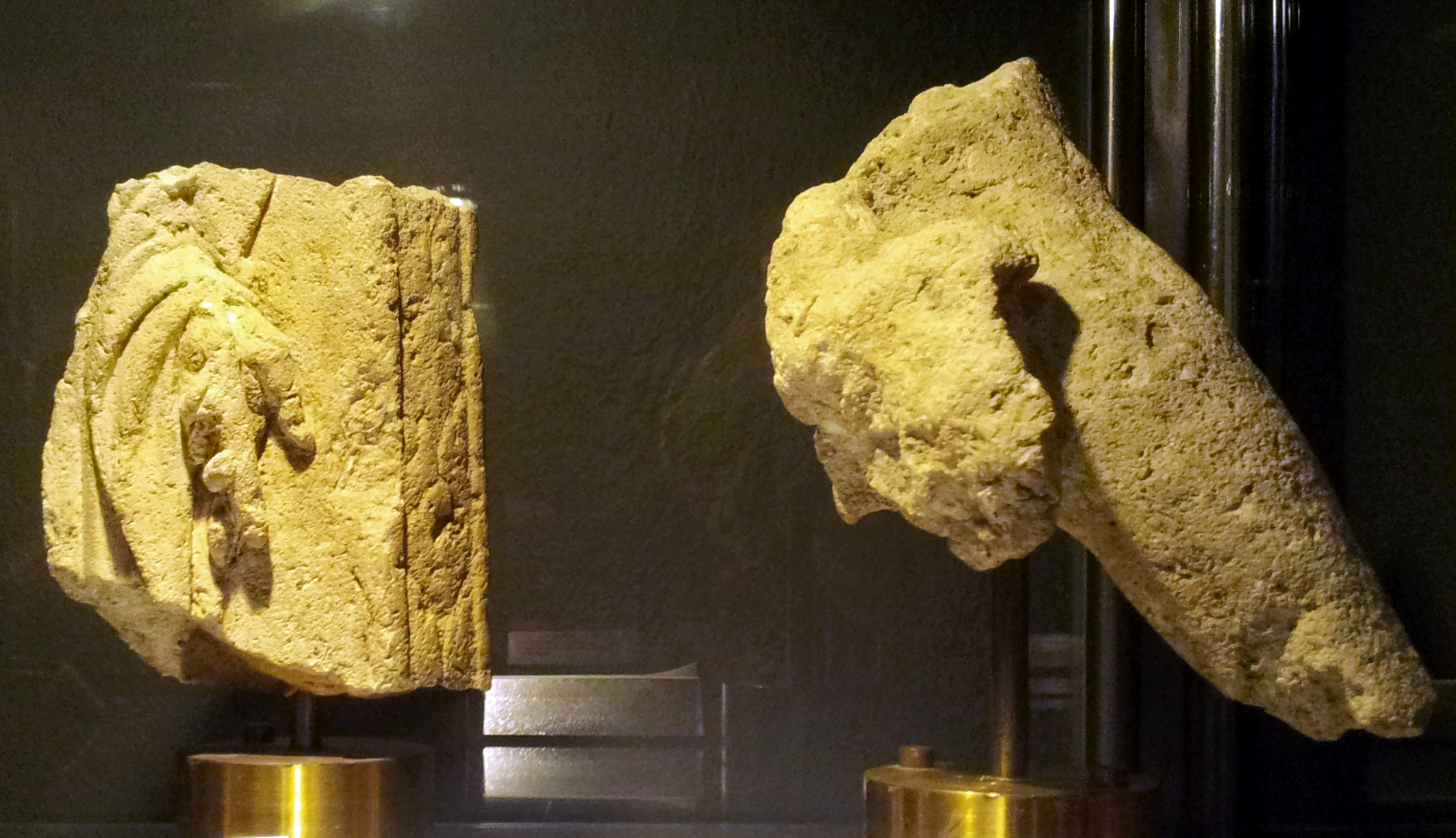
Delen van een sokkel(?) en ruiterbeeld
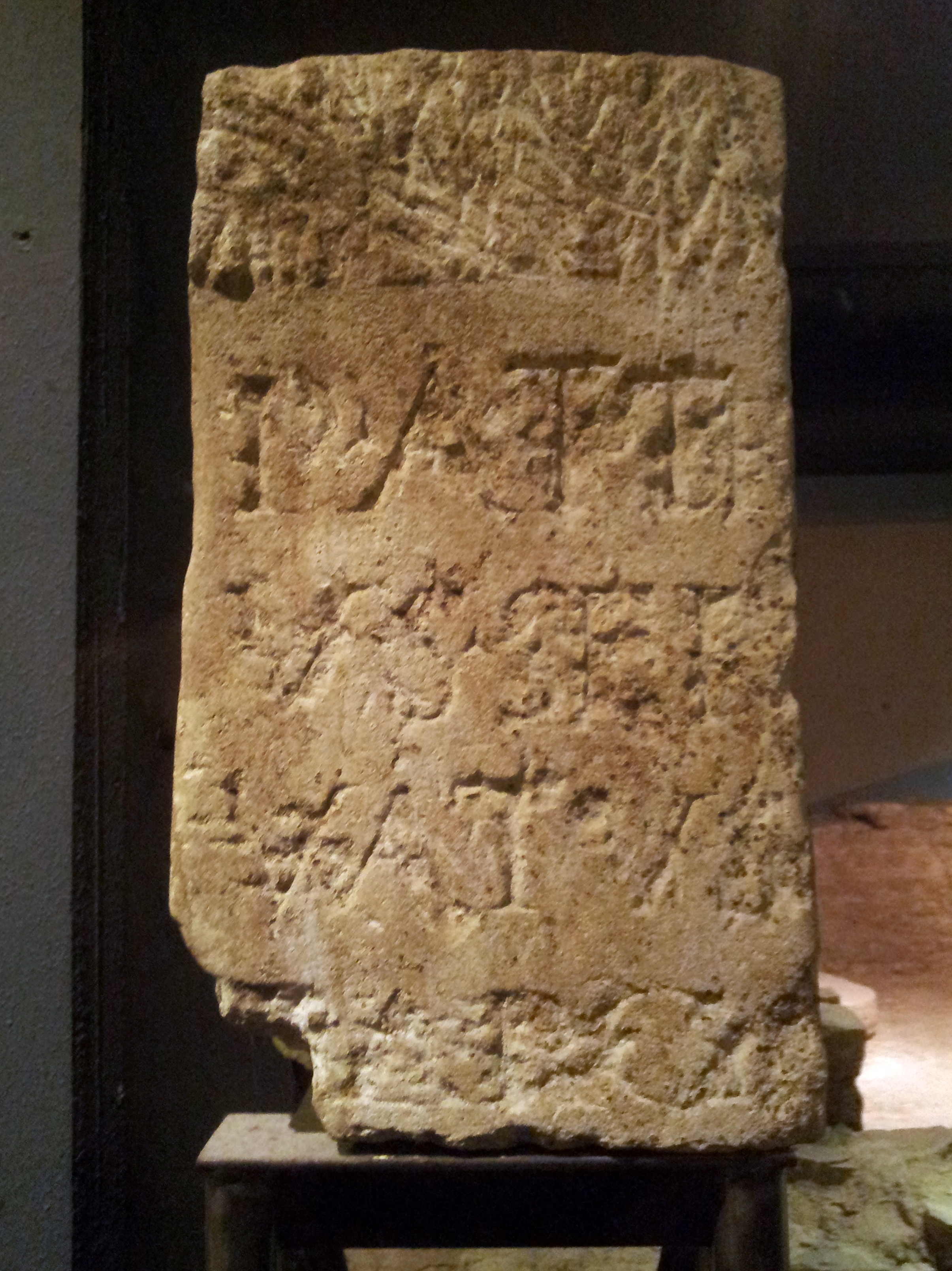
Wijsteen Parcenaltaar

### Sokkel, pijler en beeld

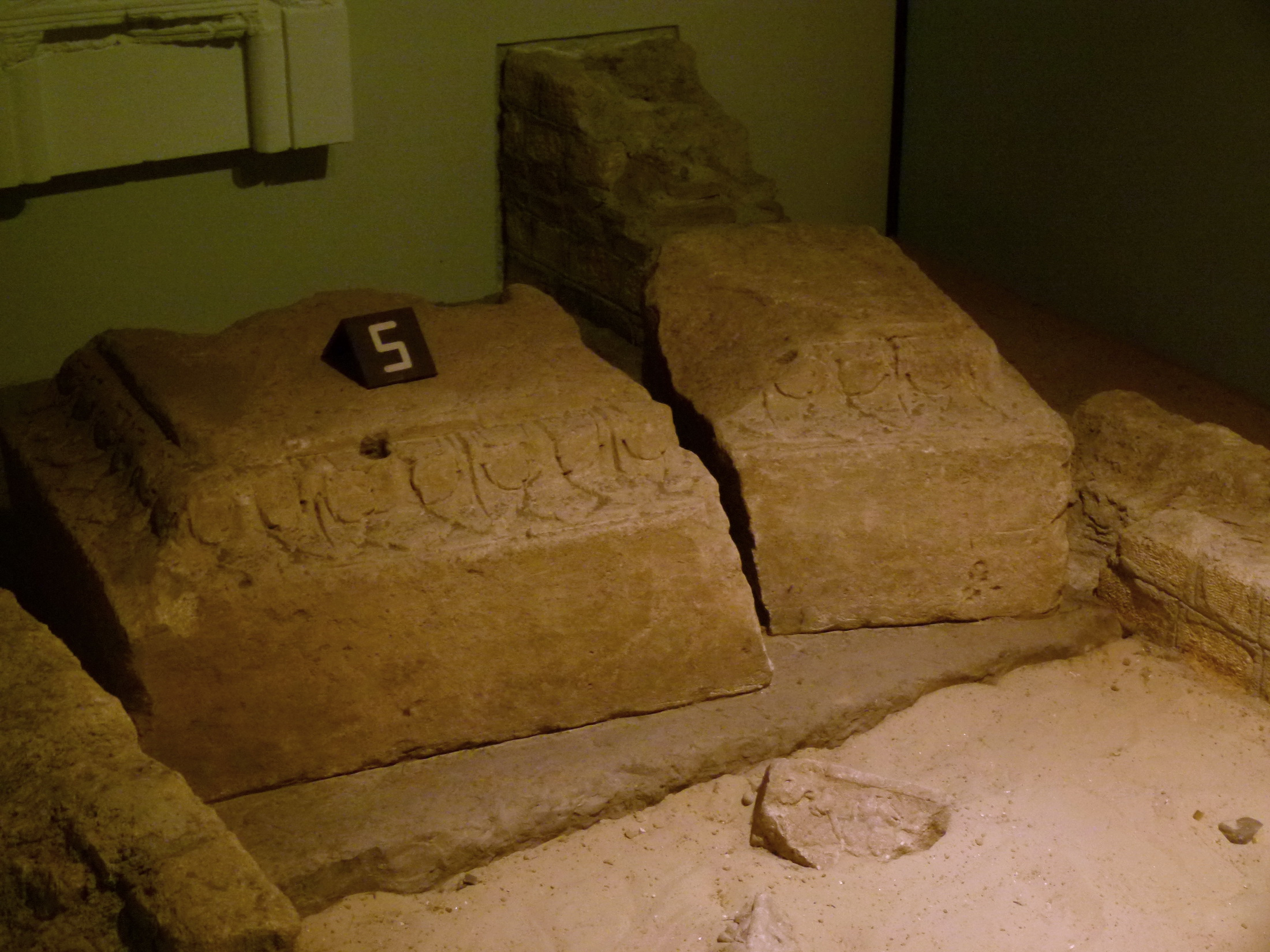
Gebroken sokkelsteen versierd met Lesbisch cymatium

Van het 156 cm brede vierkante voetstuk is ongeveer de helft bewaard gebleven in de vorm van een in tweeën gebroken steen van kalksteen van Norroy, een witte steensoort uit de Jura. De circa 47 cm hoge steen heeft een geprofileerde rand (ojief) met een sierlijst van gestileerd bladwerk (Lesbisch cymatium). Boven op deze steen lag een tweede, kleinere steen, die waarschijnlijk op dezelfde manier was versierd. Waarschijnlijk had de pijler aan de bovenzijde een soortgelijke sierlijst.
De bewaard gebleven fragmenten van de aan vier zijden gebeeldhouwde kolom vormen slechts een klein deel van het geheel. Toch kan met zekerheid worden gesteld dat de pijler minimaal uit drie, waarschijnlijk echter uit vijf "etages" heeft bestaan, elke etage met vier gebeeldhouwde nissen. De nissen zijn vormgegeven als minitempeltjes met diverse architectonische details, zoals geschubde pilasters, kapitelen, architraven en frontons met bloemmotieven. De brede hoeklijsten zijn versierd met acanthusmotieven.
Eén nis zal de wijdingsinscriptie hebben bevat, waarschijnlijk aan de voorkant, onderaan. De andere nissen zijn versierd met godenreliëfs. Van het monument zijn twee grotere brokstukken bewaard gebleven, beide in 1983 in situ aangetroffen. Op het eerste zijn te herkennen: de zittende Fortuna (met voetenbankje) en Diana (waarvan alleen delen van de begeleidende hond en een hert te zien zijn). Op het tweede grote brokstuk zijn alleen onderbenen en enkele attributen te herkennen van Virtus (met vexillum), Mars (met gans), Hercules (met neerhangende vogel) en Roma/Honos. De aanwezigheid van Virtus, Mars en Roma zou kunnen duiden op een religieus-militaire iconografie. Op het in 1865 bij het Biesenbastion aangetroffen fragment is de dubbelgod Bacchus/Liber (met Amor) afgebeeld. Het in 1910 in de buurt opgegraven fragment toont het gezicht van Hercules, waarvan dus twee delen bewaard zijn. Vier kleinere brokstukken bevatten voornamelijk lijstwerk.
Van het ruim 2 m hoge standbeeld van Jupiter zijn vier fragmenten behouden: een deel van Jupiter's linkeronderbeen, een stuk van zijn rechterelleboog en zijn linkerhand, en verder een deel van de vleugel van de begeleidende adelaar. Het linkerbeen was licht gebogen en schuin opzij geplaatst. Met de samengebalde linkerhand hield hij een lange scepter vast. De rechterarm was schuin naar voren en omlaag gestrekt. Met deze hand hield hij wellicht een (metalen?) bliksemschicht vast. De aan zijn voeten geplaatste adelaar completeert het beeld van de oppergod Iuppiter Optimus Maximus (I.O.M.).

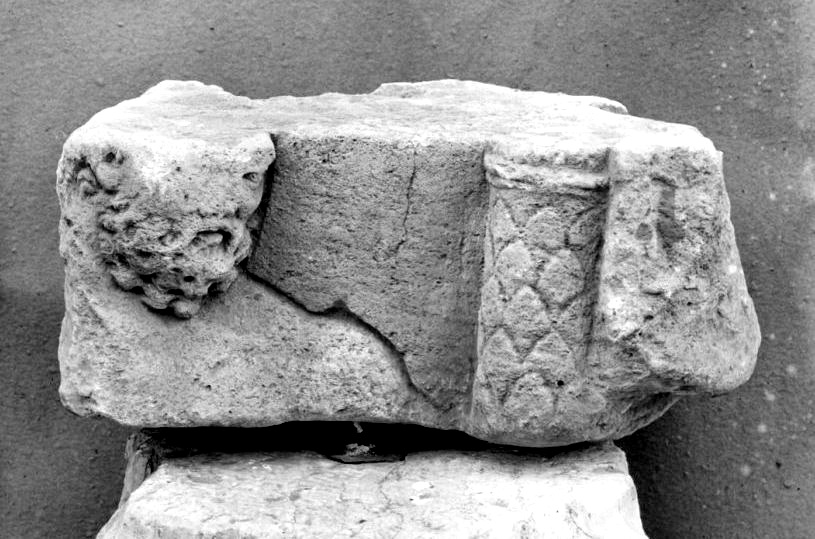
Fragment pijler: Hercules
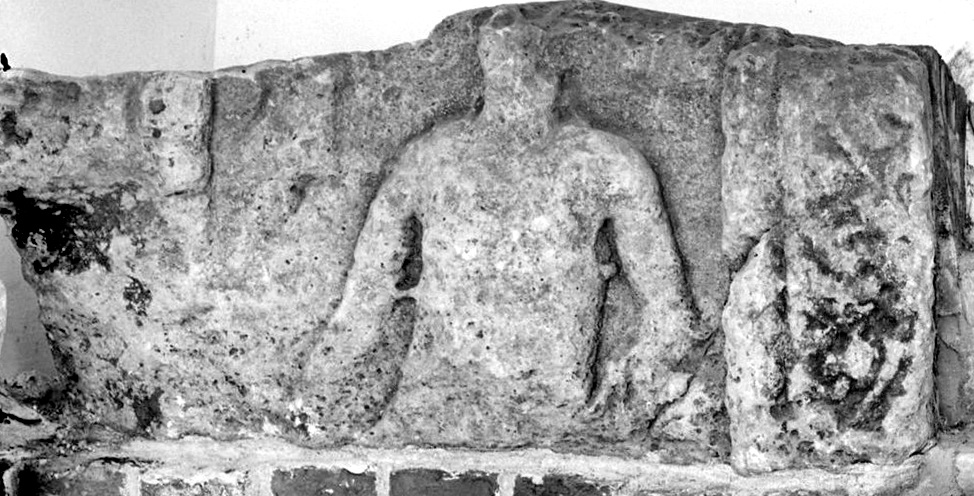
Fragment pijler: Bacchus
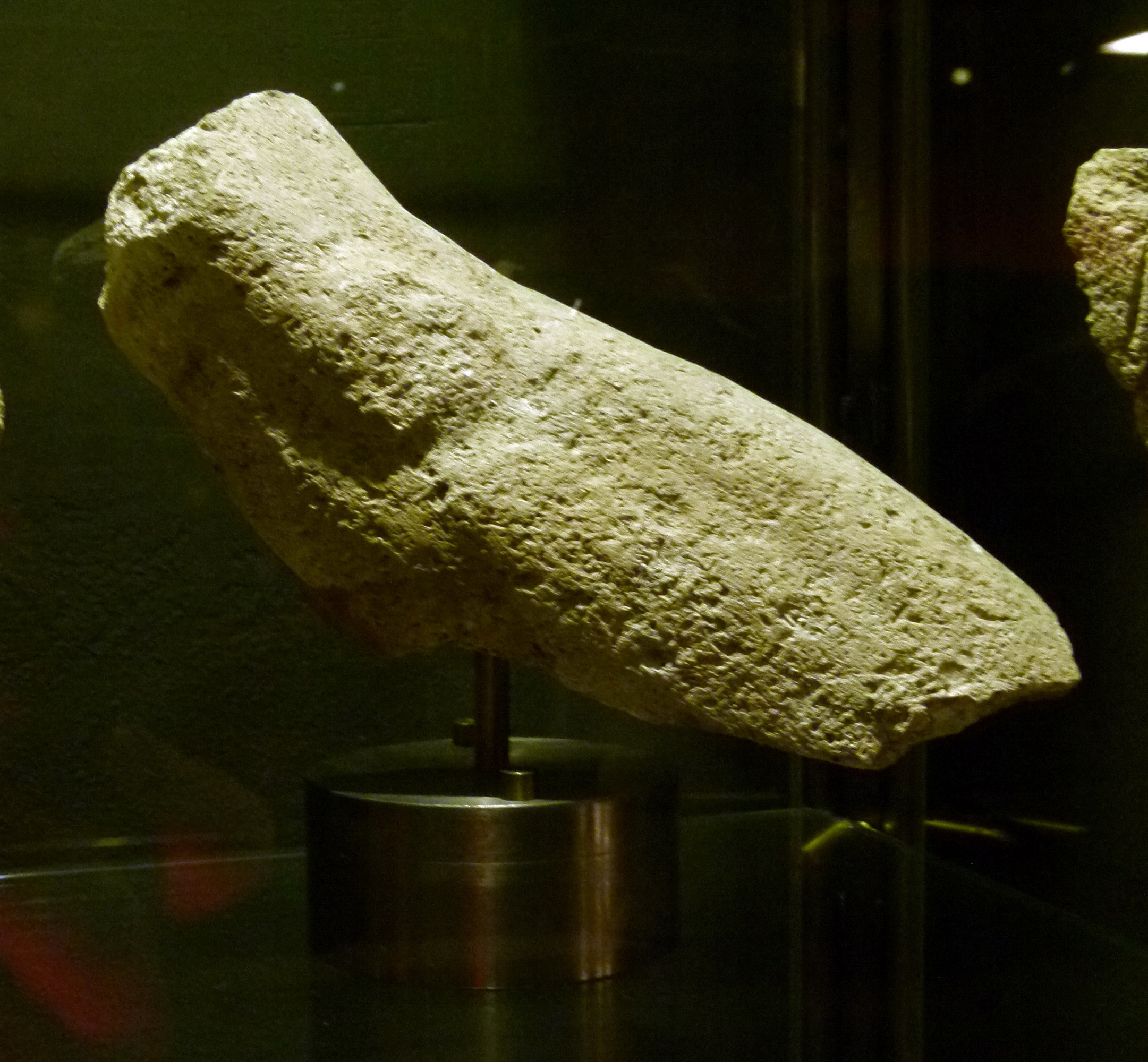
Rechterelleboog Jupiter
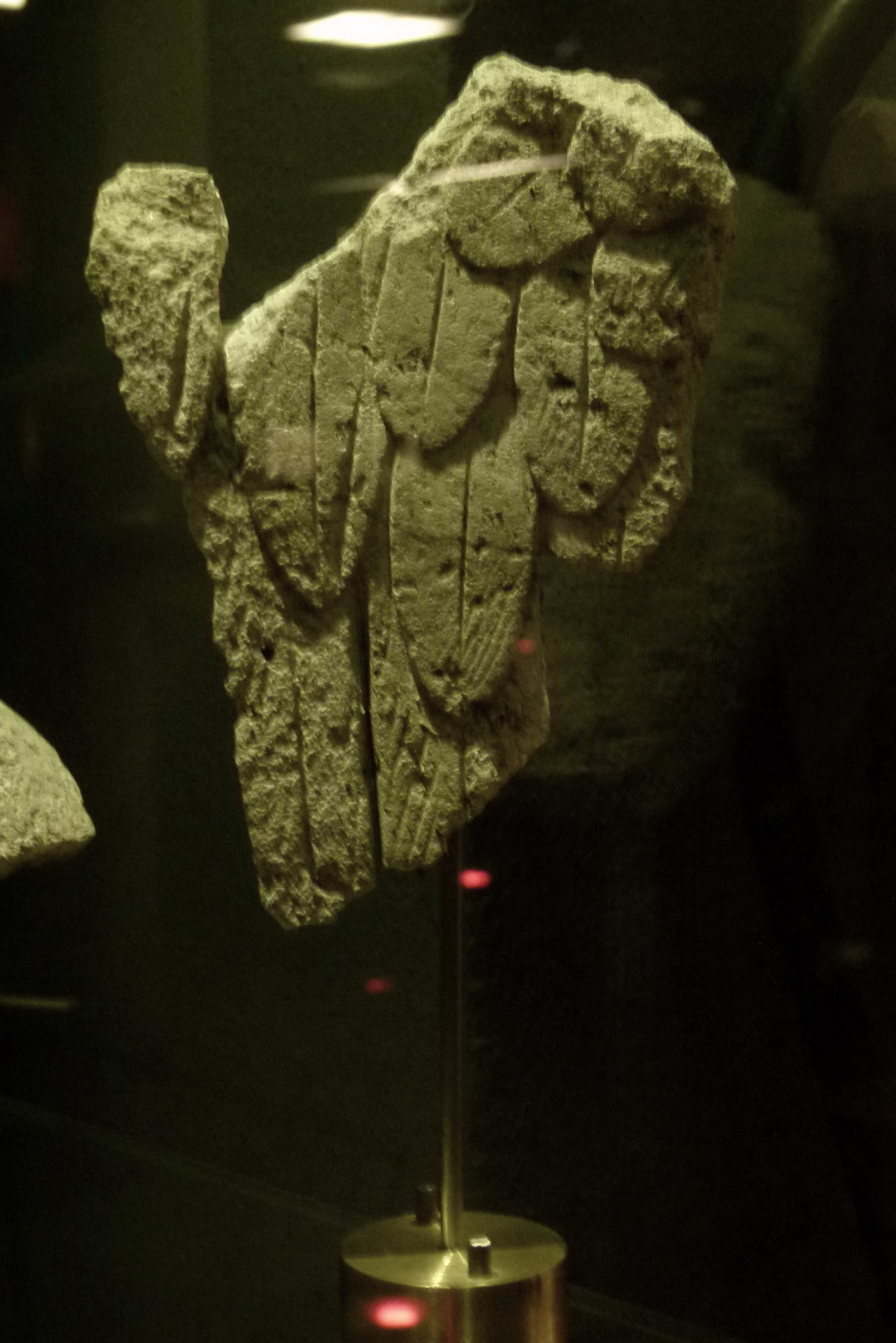
Fragment adelaarsvleugel

## Kunsthistorische betekenis

### De pijler in de lokale context
Romeins Maastricht is altijd een bescheiden nederzetting geweest, die echter gezien de meer dan 230 fragmenten van beeldhouwwerken die er zijn aangetroffen, een zekere religieuze en culturele uitstraling moet hebben gehad. De bloeitijd lag tussen omstreeks 50 en 250 na Chr. Onder het beeldhouwwerk bevinden zich fragmenten van vrijstaande godenbeelden, Jupiterpijlers en -zuilen, viergodenstenen, wijaltaren en een reeks grafmonumenten, waarvan de circa 9 m hoge 'Vogelpijler', die waarschijnlijk door een Triers atelier is vervaardigd, de indrukwekkendste zal zijn geweest.
Hoewel Maastricht minstens vier Jupiterzuilen en mogelijk ook meerdere godenpijlers heeft gekend, wordt de Jupiterpijler van Derlon door voormalig stadsarcheoloog en expert op het gebied van de provinciaal-Romeinse archeologie Titus Panhuysen hoog aangeslagen. Ten opzichte van de vaak overdadig gedecoreerde producten van regionale grafkunst uit de tweede helft van de 2e eeuw, steekt de pijler van Derlon gunstig af door de heldere architectonische opbouw, de duidelijke iconografie en de hoge kwaliteit van het beeldhouwwerk. Dit in combinatie met de bijzondere steen uit de groeven van Norroy en mogelijke imitaties van het monument in het Rijnland, wijst volgens Panhuysen op een officiële wijding, mogelijk naar aanleiding van een bijzondere gebeurtenis.

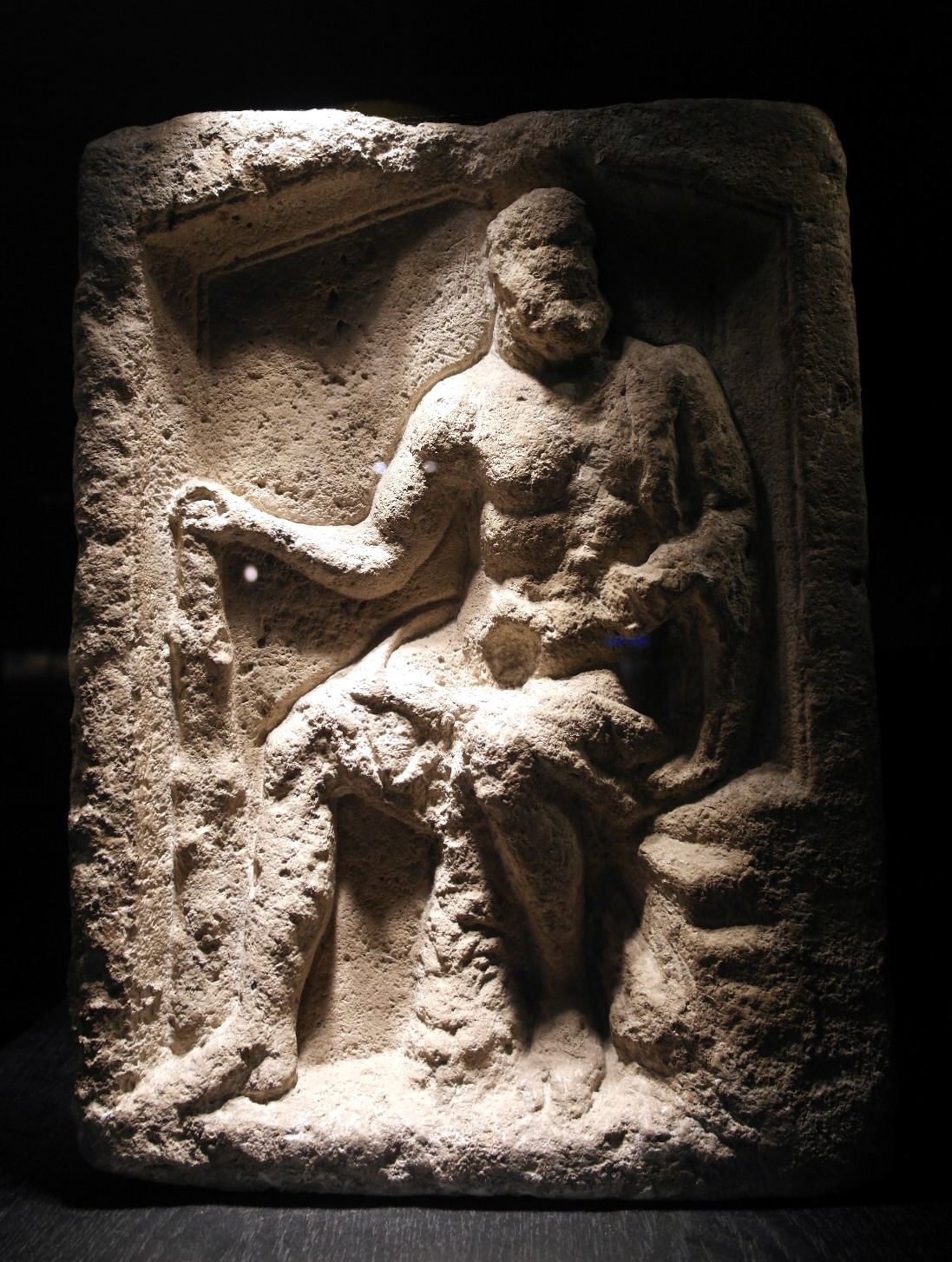
Viergodensteen met reliëf van Hercules met knuppel
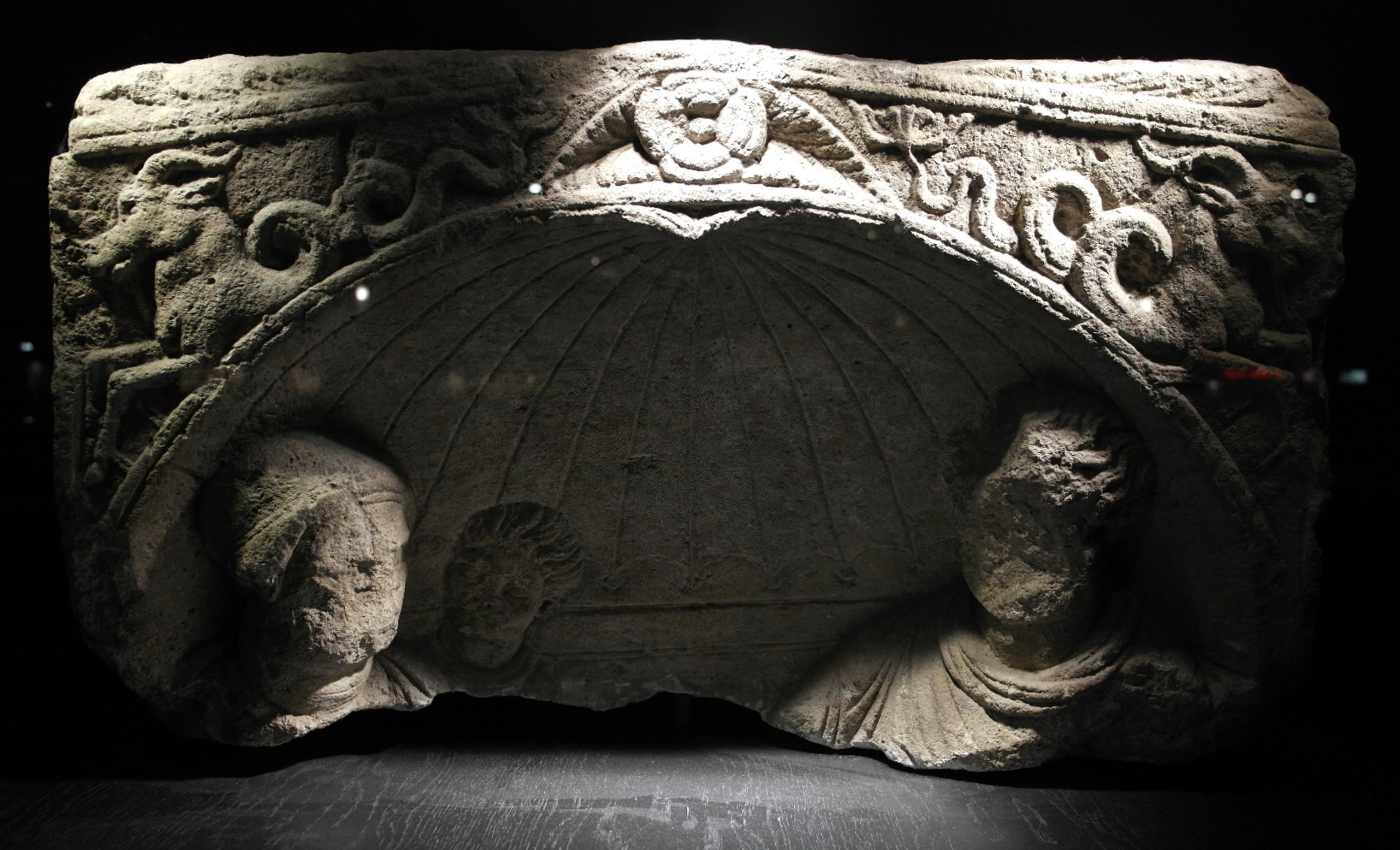
Reliëf van dodenmaal op 2e-eeuws grafmonument
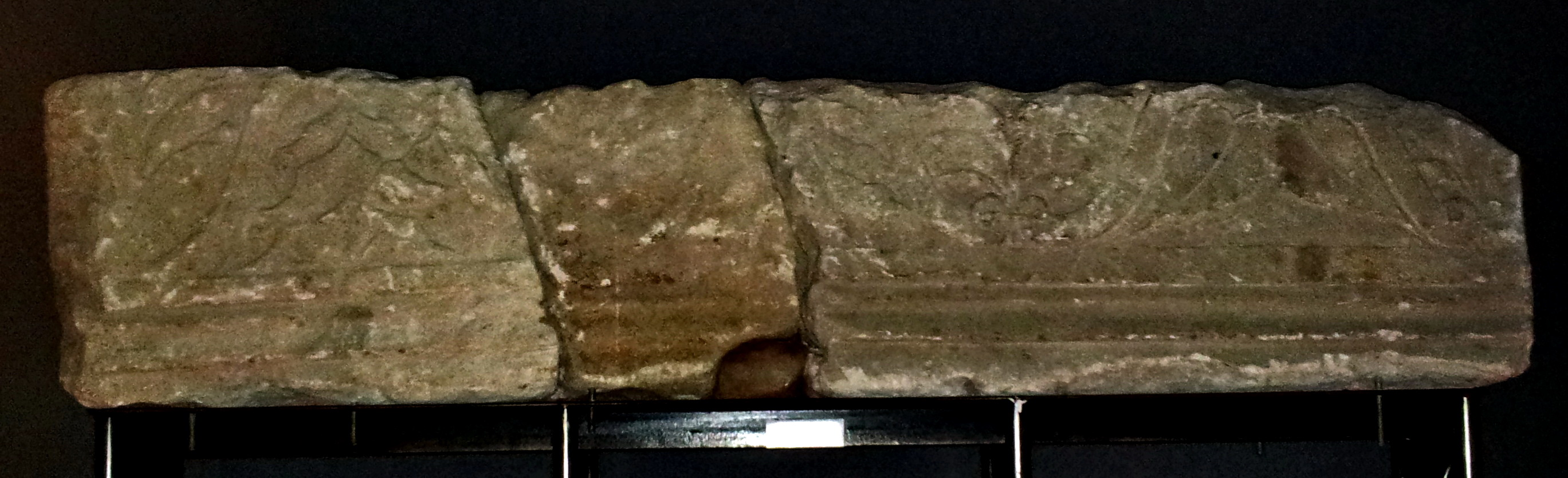
Architraaf van grafmonument(?)
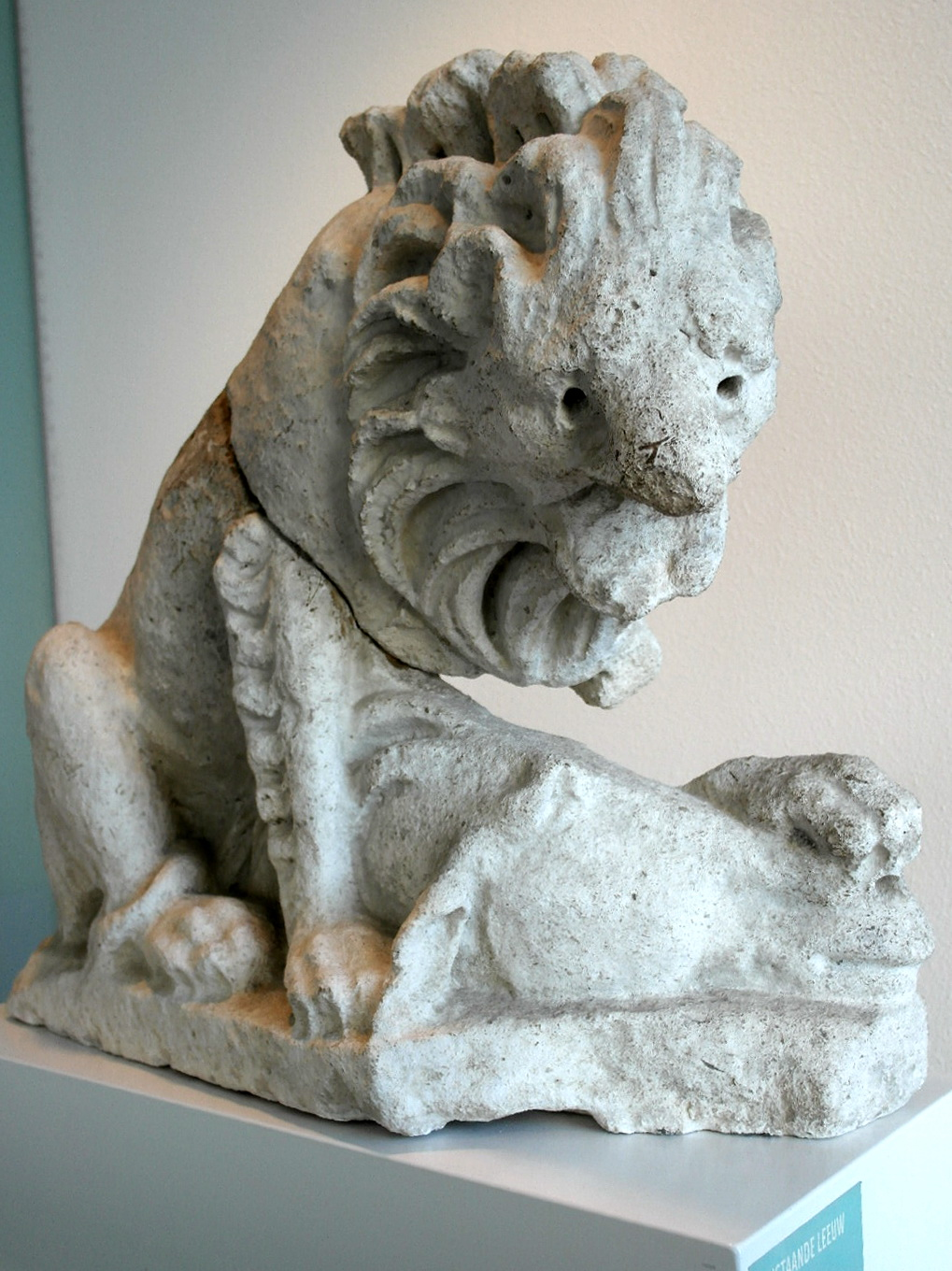
Zittende leeuw met paardenkop

### De pijler in de wijdere context
In de noordwestelijke provincies van het Romeinse Rijk waren verschillende types godenzuilen en godenpijlers gangbaar. Bekend is de Godenpijler van Nijmegen, waarvan de opbouw overeenkomsten heeft met de (aanzienlijk jongere) Maastrichtse pijler. Er zijn echter geen aanwijzingen dat de Nijmeegse pijler bekroond was met een beeld. Eveneens uit de 1e eeuw dateren de godenpijlers in Parijs en Mavilly. In het Römisch-Germanisches Museum in Keulen bevinden zich enkele godenpijlers, die echter veel kleiner zijn (en vermoedelijk jonger, uit de 3e eeuw). Dat geldt in feite voor alle Rijnlandse pijlers, die vrijwel nooit breder zijn dan 40 cm. Fragmenten van pijlers uit Jülich (breedte: 48 cm) en mogelijk uit Zülpich (minstens 60-70 cm breed) vallen in die zin op. Laatstgenoemde fragmenten, en twee exemplaren in Bonn, vertonen de nissenstructuur, die ook de Maastrichtse pijler kenmerkt. Bij geen van deze pijlers zijn echter aanwijzingen voor een bekronend Jupiterbeeld.
Iconografisch heeft de Maastrichtse zuil meer overeenkomsten met de grote Jupiterzuil in Mainz, die rondom versierd is met godenreliëfs en bekroond wordt door een staande Jupiter. Het beeld in Mainz is weliswaar van brons, maar lijkt sterk op de Maastrichtse Jupiter. Het belangrijkste verschil is de zuilvorm versus de pijlervorm. In Oost-België en Luxemburg zijn vrij veel Jupiterzuilen uit de periode 150-250 na Chr. bekend. In Nederland zijn, behalve in Maastricht, fragmenten van Jupiterzuilen gevonden in Heerlen, Grevenbicht, Kessel en Cuijk. De pijler van Derlon is derhalve tamelijk uniek in deze streken, omdat de combinatie van een grote, gebeeldhouwde pijler met een Jupiterbeeld weinig blijkt voor te komen.

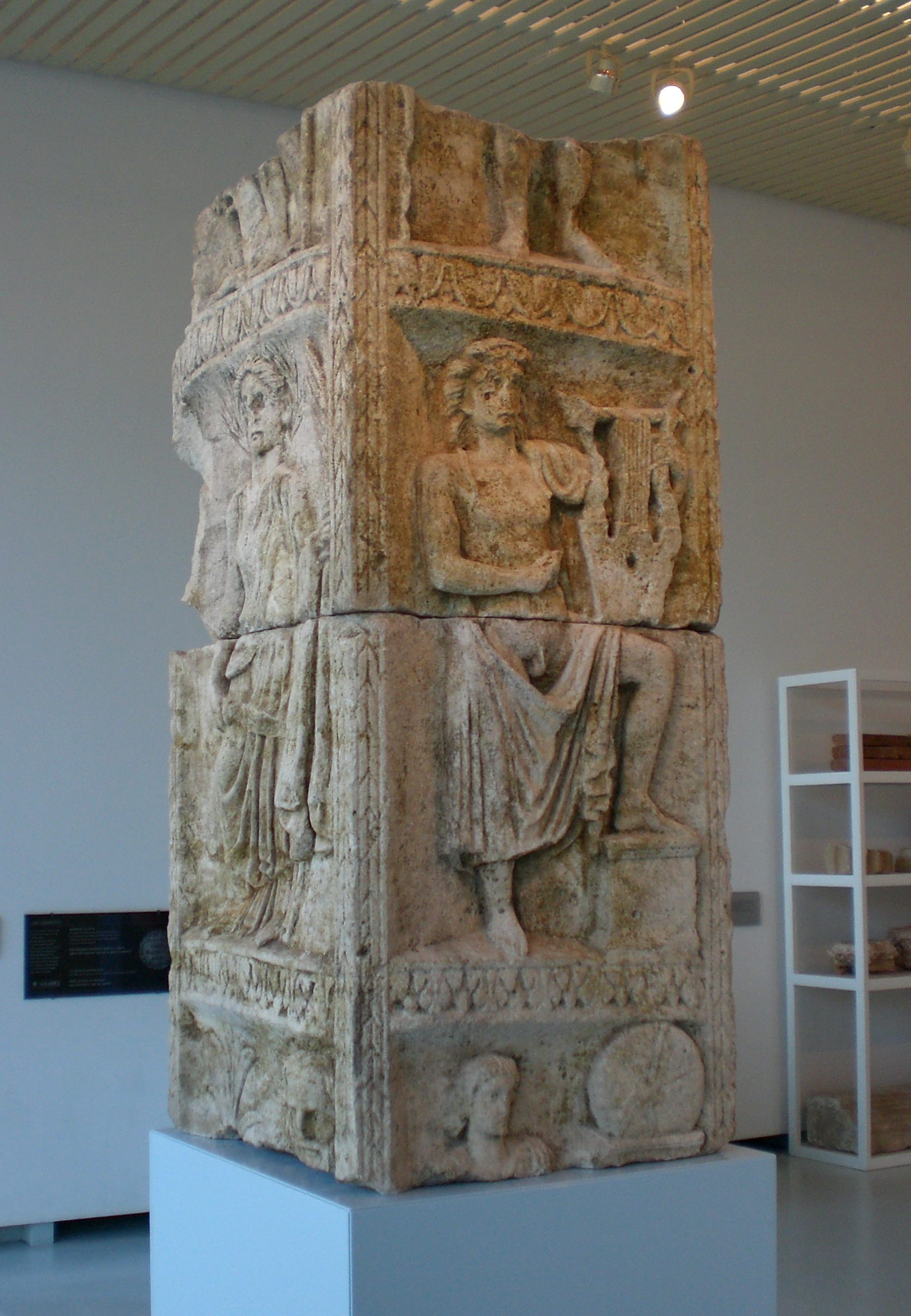
Godenpijler Nijmegen, begin 1e eeuw
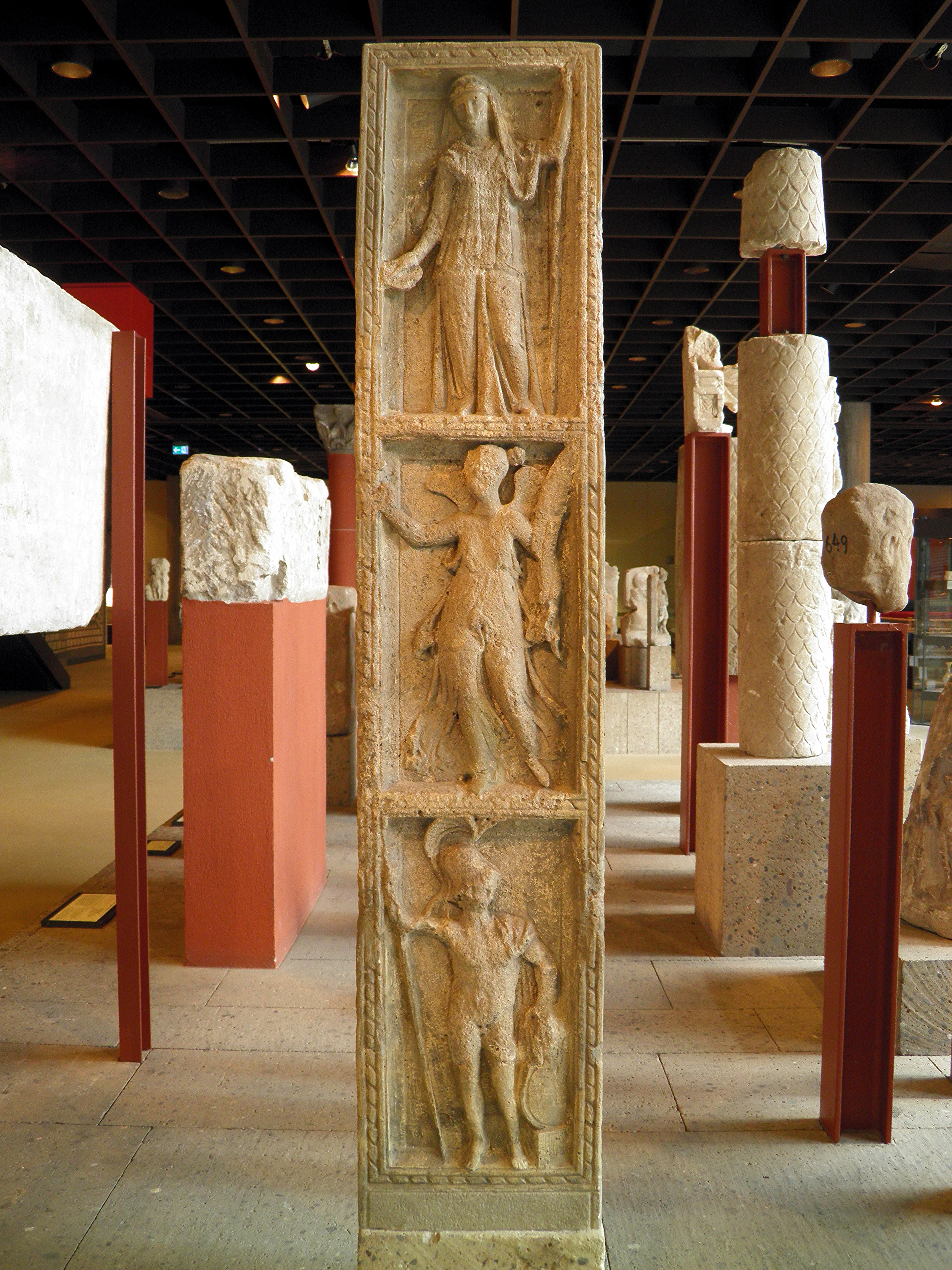
Jupiterpijler uit Keulen, 3e eeuw
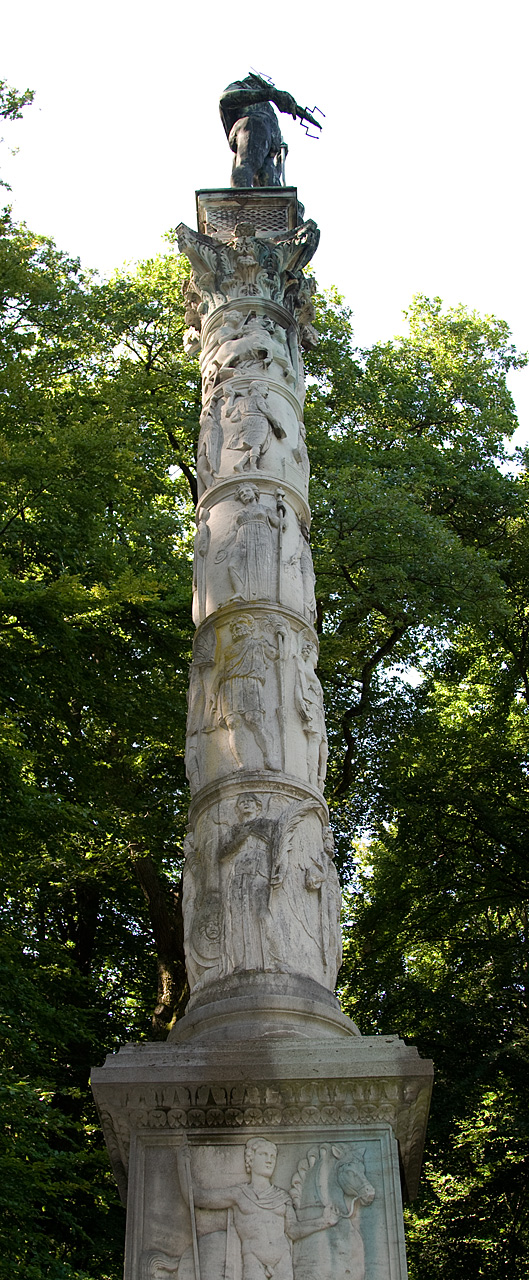
Jupiterzuil van Mainz, 1e eeuw (reconstructie)
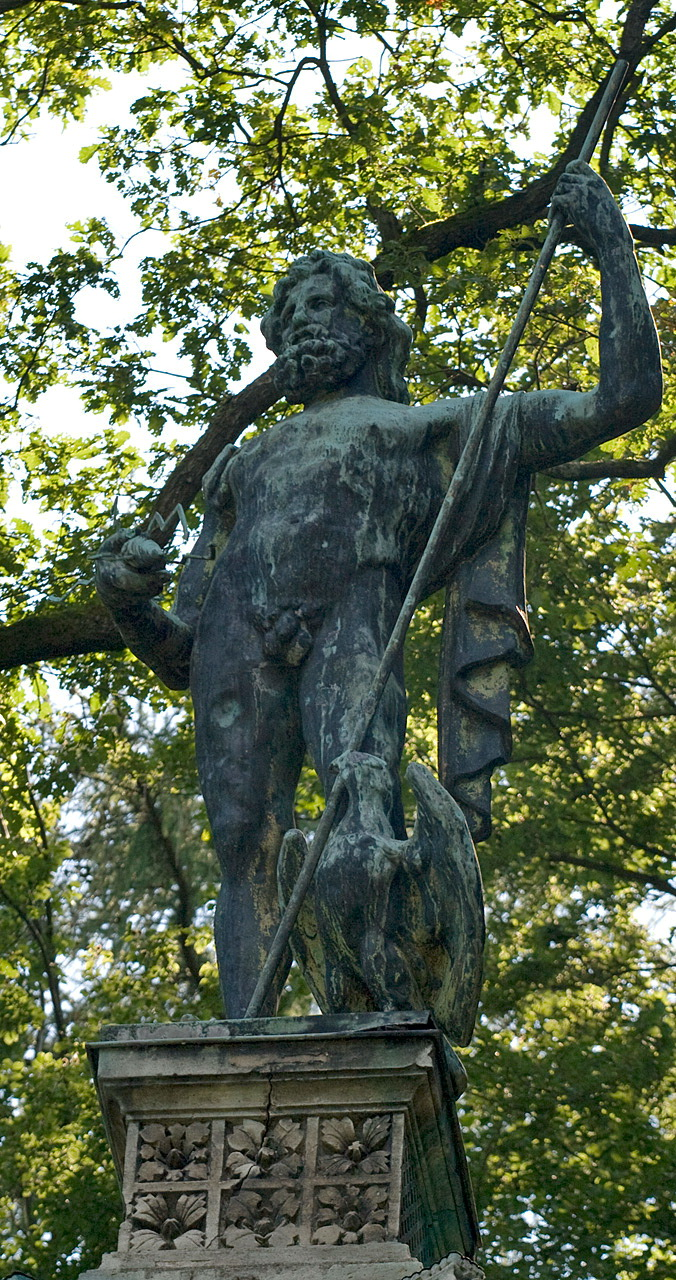
Gereconstrueerd Jupiterbeeld op de zuil van Mainz